# Liste der Kulturdenkmäler in Bermersheim vor der Höhe
In der Liste der Kulturdenkmäler in Bermersheim vor der Höhe sind alle Kulturdenkmäler der rheinland-pfälzischen Gemeinde Bermersheim vor der Höhe aufgeführt. Grundlage ist die Denkmalliste des Landes Rheinland-Pfalz (Stand: 25. März 2025).

## Einzeldenkmäler
| Bezeichnung               | Lage                                | Baujahr                | Beschreibung | Bild                           |
| ------------------------- | ----------------------------------- | ---------------------- | --- | ------------------------------ |
| Simultankirche St. Martin | Am Hildegardisberg Lage             | 12. Jahrhundert        | romanische Chorturmkirche, 12. Jahrhundert, gotisierender Umbau 1901 durch Eduard Heinrich Langgässer; südöstlich der Kirche mehrere, überwiegend barocke Grabmäler: Grabmal Johannes Hold (?; † 1721), Kreuz mit aufgebogenen Hasten, Kreuzigungsgruppe und Schädel Adams; Kreuz mit geschweiften Hasten, Arma Christi (beschädigt), 18. Jahrhundert; Kreuz mit aufgebogenen Hasten, rückseitig Kranz, mittig bezeichnet 1765; Stele mit gebrochenem Schweifgiebel, 18. Jahrhundert; Grabmal Anna Maria Stegmaier († 1905) und Andreas Stegmaier († 1924), Baumkreuz | weitere Bilder Fotos hochladen |
| Spolien                   | Obergasse, an Nr. 3 Lage            | frühes 16. Jahrhundert | Renaissance-Spolien, spätes 16. Jahrhundert | BW                             |
| Wohnhaus                  | Obergasse 10 Lage                   | frühes 18. Jahrhundert | zweiteiliges Wohnhaus, teilweise Zierfachwerk, frühes 18. Jahrhundert, Erweiterung mit Tanzsaal, 19. Jahrhundert | BW                             |
| Portal                    | Obergasse, an Nr. 15 Lage           | 1609                   | rundbogiges Kellerportal, bezeichnet 1609 | BW                             |
| Wasserbehälter            | westlich des Ortes an der K 13 Lage | 1911                   | Jugendstiltypenbau, bezeichnet 1911, Architekt Wilhelm Lenz, Kulturinspektion Mainz | Fotos hochladen                |